# Vrh pri Križu
Vrh pri Križu je naselje v Občini Žužemberk.